# Jurisdicción de Lara
Jurisdicción de Lara è un comune spagnolo di 39 abitanti situato nella comunità autonoma di Castiglia e León.

## Località
Il comune comprende le seguenti località:
- Vega de Lara
- La Aceña o Aceña de Lara
- Lara de los Infantes o Lara (capoluogo)
- Paúles